# George Trager
George Leonard Trager (Newark , Nueva Jersey, 22 de marzo de 1906 -  Pasadena, California, 31 de agosto de 1992) fue un lingüista estadounidense, presidente de la Linguistic Society of America en 1960. 

## Trayectoria
Durante sus años en la Universidad Yale, de 1930 a 1950 aproximadamente, mantuvo una estrecha colaboración con otros lingüistas de prestigio como Edward Sapir, Morris Swadesh, Benjamin Líe Whorf, Charles Hockett, y desde 1941, con Leonard Bloomfield.
Desde 1937, colaboró con Benjamin Whorf en estudios históricos y comparados de las lenguas azteco-tanoanas, pero el trabajo que habían planeado se vio interrumpido por la muerte de Whorf, en 1941.
Escribió las entradas sobre lengua y lingüística para la 14.ª edición de la Encyclopæla Britannica. Como Sapir y Swadesh, fue asesor de la International Auxiliary Language Association, que presentaron Interlingua en 1951.